# Eduardo da Costa Paes
Eduardo da Costa Paes (Rio de Janeiro, 14 novembre 1969) è un politico brasiliano, sindaco di Rio de Janeiro dal 2009 al 2016 e nuovamente dal 2021.

## Biografia

### Sindaco di Rio de Janeiro
È stato sindaco di Rio de Janeiro per due mandati di seguito, complessivamente dal 1º gennaio 2009 al 31 dicembre 2016, dopo aver battuto, la prima volta, Fernando Gabeira. Nel 2021 è diventato sindaco per la terza volta.